# Moment Group
Moment Group är en marknadsledande svensk underhållningskoncern bestående av en mängd bolag, teatrar och evenemangsverksamheter med bas i Skandinavien och säte i Göteborg. 
Moment Group består av bland annat 2Entertain, Showtic, Wallmans Group samt eventbolaget Hansen. Koncernen är en aktör inom upplevelseindustrin och riktar sig både till privatpersoner och företag. Moment Group är listat på Nasdaq Stockholm.

## Historik
Moment Group bytte från 2E Group till sitt nuvarande namn våren 2017. Koncernen har sina rötter i Falkenberg, där grundarna, tvillingbröderna Bosse och Janne Andersson efter en ungdomstid med eget dansband 1981 startade det hallandsorienterade artistbokningsbolaget Svensk artistproduktion och även köpte upp och drev några lokala dansbaneanläggningar, Sjönelund och Björkgården utanför Varberg. De startade även Produktionsgruppen i Halland AB, som 1987 slog sig ihop med komikerparet Stefan & Krister och började producera lokala revyer i Falkenberg och på Björkgården. 1991 bytte verksamheten namn till Nöjespatrullen och startade även arrangemang med dansbandet Matz Bladhs. 1995 skapade de Vallarnas friluftsteater med en första sommarproduktion, Hemlighuset, 1996. Samma år inledde de också ett turnésamarbete med Hasse Wallman och Wallmans salonger och etablerade verksamhetskontor i Stockholm, varvid samarbetet med Wallman utvecklades vidare. 
1998 inleddes samarbete med komikern Thomas Pettersson i en första farsproduktion, Bäddat för sex, och de tre komikerna ingår i styrelsen då Nöjespatrullen börsintroduceras på Göteborgs OTC-lista år 2000. Samarbete inleddes då även med Bert Karlsson, TV4 och TV3 med omfattande artistverksamhet och skapandet av Fame Factory. Efter en serie produktioner på Lisebergsteatern köpte Nöjespatrullen upp produktionsbolaget Power Art och tog därmed över verksamheterna på Rondo och Lisebergsteatern i Göteborg från 2002, varvid också artisttrion Kikki, Bettan & Lotta inledde sin verksamhet som den första showgruppen. Man öppnade även verksamhetskontor i Oslo och tog där över nöjesteatern Chat Noir. 14 oktober 2002 bytte Nöjespatrullen namn till 2Entertain. 2004 påbörjades en långvarig samverkan med teaterproducenten Vicky von der Lancken med musikalen Singin' in the Rain på Oscarsteatern i Stockholm. Genom avtal med norska kryssningsrederiet Color Line och därpå Fritidsresors hotell Blue Village levereras underhållning till dessas fartyg respektive semesteranläggningar.
2007 köpte 2Entertain den internationellt verksamma evenemangsarrangören Hansen och 2009 gick man ihop med Wallmans Nöjen inklusive bland annat China-teatern, Intiman, Oscarsteatern, Hamburger Börs, Golden Hits och Cirkusbygningen i Köpenhamn. 3 juni 2010 bytte koncernen namn till 2E Group med underavdelningarna 2Entertain, Hansen Event & Conference och Wallmans Nöjen. 2 mars 2017 ändrades koncernnamnet till Moment Group och hösten 2018 börsintroducerades gruppen på Nasdaq Stockholm. Man har även köpt upp verksamheter som Wallmans Group, Ballbreaker, Minnesota Communication, Kungsportshuset med eventarena och restaurangen Wagner Bistro och Star Bowling, samt startat biljettbolaget Showtic.
Som en följd av samhälleliga restriktioner under Coronaviruspandemin 2019–2021 har koncernens verksamheter under 2020 drabbats hårt av nedstängda teatrar och evenemang med hot om konkurs hösten 2020. Omfinansiering av koncernen skedde november 2020 och verksamheterna kunde återstarta hösten 2021 efter att myndighetsrestriktionerna avskaffades.